# 扬州八怪

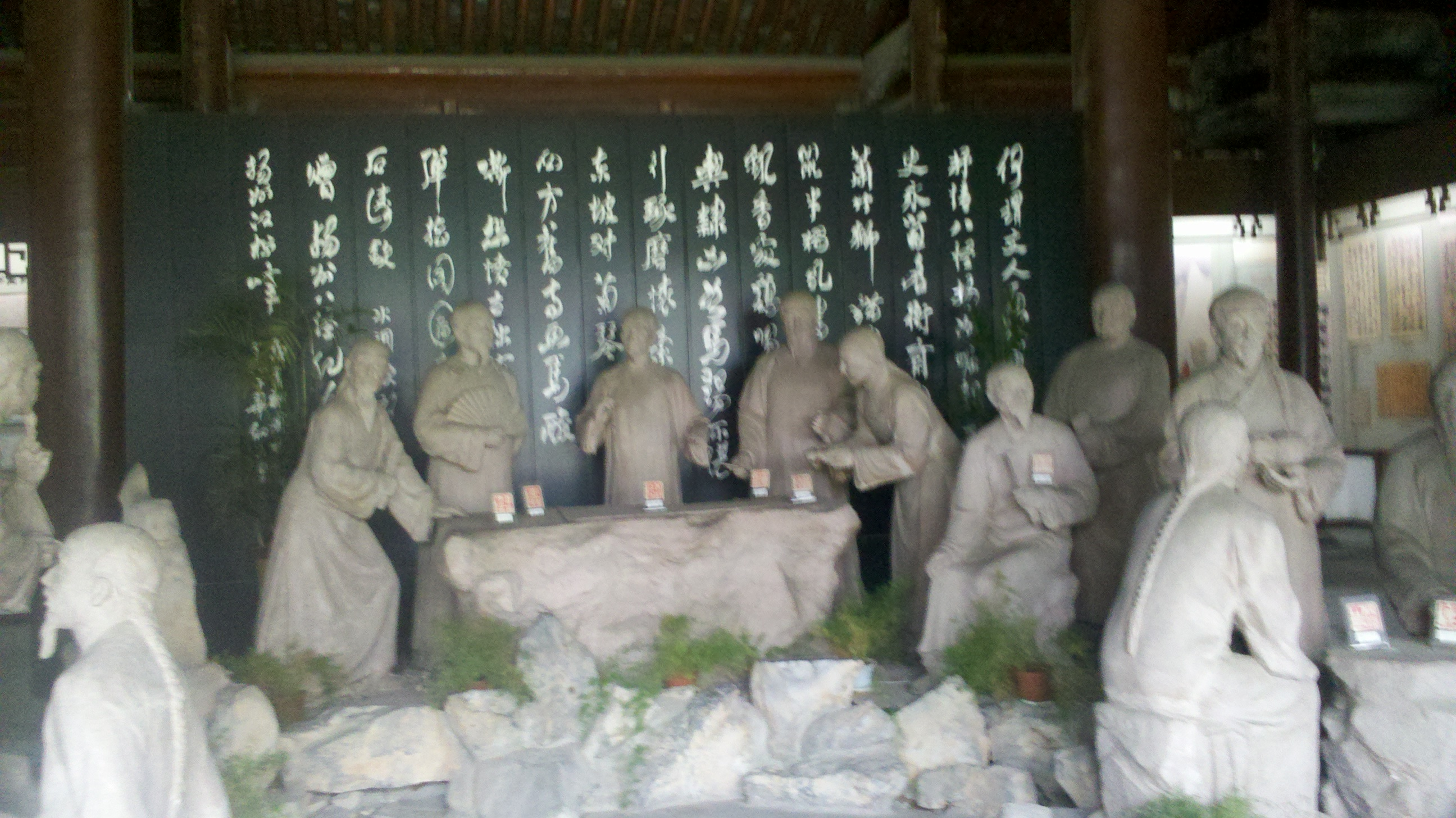
扬州八怪雕塑，位于江苏省扬州市瘦西湖风景区的扬州八怪纪念馆。该纪念馆为纪念清朝扬州八怪“郑燮、罗聘、黄慎、李方膺、高翔、金农、李鱓和汪士慎”而建立。

扬州八怪是清代乾隆年间活跃在江苏扬州画坛的革新派画家总称，即“扬州画派”。

## 历史
扬州八怪之說始见于清末汪鋆《扬州画苑录》，但只提及李葂和李鱓二人。其具體人数亦不止八人，综合《揚州畫苑錄》、《天隱堂集》、《瓯钵罗室书画目过考》、《愛日吟廬書畫補錄》、《古畫微》、《中國繪畫史》等各家說法，計有十五人。今多採李玉棻《瓯钵罗室书画目过考》的說法，指金农、郑燮、黄慎、李鳝、李方膺、汪士慎、罗聘、高翔八人。其他被稱為“扬州八怪”尚包括華嵒、高鳳翰、邊壽民、陳撰、閔貞、李葂、楊法等。
金農為揚州八怪之首，晚年曾被举荐博学鸿词科。他们只有五人是扬州籍，其他则来自全国各地，也没有终生在扬州活动。扬州八怪的共同特点是，他们愤世嫉俗，不向权贵献媚，了解民间疾苦。重视思想、人品、学问、才情对绘画创作的影响。他们的文学及书法修养都很高。画题以花卉为主，也画山水、人物，在于继承宋、元以来，等写意的传统，摆脱了画坛上保守派格遵清规戒律的影响，高度发挥了即景写生，即景抒情的创造意志。《扬州画苑录》写道：“同时并举，另出偏师，怪以八名，画非一体。似苏、张之辟阖，徐、黄之遗轨。率汰三笔五笔，覆酱嫌粗；胡诌五言七言，打油自喜。非无异趣，适赴歧途。示崭新于一时，只盛行乎百里。”他们又都擅长书法、文学、印章。因之形成诗、书、画综合艺术的整体，人称“三绝”，为绘画艺术的发展，开辟了新的途径，和当时的所谓“正统”画风迥然不同。今存八怪收藏有8000余幅。

## 另見
- 扬州八怪纪念馆
- 扬州八怪 (电视剧)
- 清四王
- 清四畫僧